# En Joan Bonhome
En Joan Bonhome és una comèdia en quatre actes, original de Josep Pous i Pagès. És una «comedia de males costums polítiques» que tracta la ridiculització i la tristesa d'un bon burgués que, enganyat per uns paràsits, es llança ingènuament a l'aventura de la vida política amb lamentables resultats. Segons Jordi Erin «una de les poques tentatives, efectuades ab èxit, dintre’l teatre Catalá, de portar la vida política a l'escena» (1913). Es va estrenar al teatre Teatre Català (Eldorado) de Barcelona, la nit de l'11 de maig de 1912, per la companyia d'actors del Sindicat d'Autors Dramàtics Catalans.

## Repartiment de l'estrena
- Enperanceta: Ramon Mestres
- Decorosa: Dolors Pla
- Joan Bonhome: Josep Bergés
- Jordi: Lluís Blanca
- Bartomeu: Carles Capdevila
- Don Tomàs Parellada: Jaume Borràs
- Enric Rafael Bardem
- Narcís: Andreu Guixer
- Bartolí: Ramon Tor
- Vallcanera: Jaume Donato
- Canari: Avel·lí Galceran
- Saguer: Antoni Corberó
- Maret: Eduard Torres
- Vicentó: Lluís Ribes.
- Menestrals, Senyors i Homes del poble.